# Lespedeza inschanica
Lespedeza inschanica là một loài thực vật có hoa trong họ Đậu. Loài này được (Maxim.) Schindl. miêu tả khoa học đầu tiên.